# Исламович, Ален
Ален Исламович (босн. Alen Islamović, настоящее имя — Алия Исламович, родился 17 августа 1957 года в 5 км от Бихача в местечке Соколац, Югославия, ныне Босния и Герцеговина) — музыкант, композитор, поэт, известный поп и рок-певец. Один из трёх вокалистов легендарной группы Горана Бреговича «Bijelo Dugme». Участвовал в Национальном отборе «Dora»: в 2005 году в составе группы «4 Asa», в 2008 — сольно.

## Дискография

### Divlje Jagode
1. Motori (1983)
2. Čarobnjaci (1984)
3. Vatra (1985)

### Bijelo Dugme
1. Pljuni i zapjevaj moja Jugoslavijo (1986)
2. Ćiribiribela (1988)
3. Djurdjevdan (1988)

### Srčani udar
1. Mrtvo hladno (2006)
2. «Alcatraz» (2013)

### Сольная карьера
1. Haj, nek se čuje, haj, nek se zna (1989)
2. Gdje je moj rođeni brat (1993)
3. Bauštelac (1994)
4. Nema meni bez tebe (1995)
5. Samo nebo zna (1998)
6. Istok, zapad, sjever, jug (2001)